# San Juan Teposcolula
San Juan Teposcolula ist ein Ort mit knapp 500 Einwohnern und der Verwaltungssitz der gleichnamigen Gemeinde (municipio) mit insgesamt etwa 1.300 Einwohnern im Nordwesten des Bundesstaates Oaxaca im Süden Mexikos.

## Lage und Klima
Der Ort San Juan Teposcolula liegt in der Mixteca Alta gut 375 km (Fahrtstrecke) südöstlich von Mexiko-Stadt nahe der Hauptverbindungsstraße nach Oaxaca de Juárez in einer Höhe von ca. 2320 m; bis nach Oaxaca sind es weitere 111 km in südöstlicher Richtung. Das Klima ist trocken und warm; der insgesamt eher spärliche Regen (ca. 565 mm/Jahr) fällt hauptsächlich während des Sommerhalbjahrs.

## Bevölkerung
Bereits in vorspanischer Zeit war die Gegend von Mixteken-Indianern besiedelt; im 15. Jahrhundert kamen auch Nahuatl sprechende Gruppen aus dem Norden hinzu. Die Bewohner des Ortes sprechen untereinander in der Regel mixtekische oder Nahuatl-Dialekte.

## Wirtschaft
In vorspanischer Zeit war der Ort ein auch überregional bedeutsames Markt- und Handelszentrum. Heute leben die Menschen der Region weitgehend als Selbstversorger von den Erträgen ihrer Felder (Mais, Weizen) und Gärten (Kartoffeln, Bohnen, Tomaten, Chili etc.) Viehzucht wird nur in geringem Umfang betrieben (Hühner, Truthühner). Im Ort selbst gibt es Kleinhändler und Handwerker; aus kleinwüchsigen Jipijapa-Palmen werden Hüte, Taschen etc. hergestellt.

## Geschichte
Die hier lebenden Indianer leisteten sowohl Widerstand gegen die aztekische als auch gegen die spanische Okkupation, doch wenige Jahre nach der Eroberung des Aztekenreichs durch die Spanier kamen Mönche des Dominikanerordens und gründeten hier eine der größten Missionsstationen im Süden Mexikos.

## Sehenswürdigkeiten
Mit dem Bau des Klosters und der dem Evangelist Johannes geweihten Kirche San Juan wurde um 1600 begonnen. Die turmlose Fassade ist äußerst schicht gehalten; ein dreiteiliger Glockengiebel befindet sich auf der flach schließenden Apsis. Die drei Schiffe im Innern der Kirche sind durch gemauerte und verputzte Säulen (ohne Kapitell) voneinander getrennt und werden von einer Holzbalkendecke überspannt. Neben der Kirche befindet sich eine schlichte Capilla abierta, die auf ein großes ummauertes Atrium mit einem restaurierten Steinkreuz in der Mitte hin orientiert ist.